# Economia Malaysiei
Malaezia este o țară cu un venit ridicat pe cap de locuitor, fiind unul dintre “tigrii asiatici”, datorită ritmului său rapid de dezvoltare economică în timpul domniei lui Mahathir Mohamad (1981-2003). Este una dintre cel mai dezvoltate țări din Asia de Sud-Est. Puterea economică a Malaysiei este bazată pe industrie, agricultură, minerit și turism. Dar încă există o discrepanță uriașă între nivelul de dezvoltare economică din vestul și din estul țării (Insula Borneo).

## Industria
Industria din Malaezia se concentrează pe electronică, confecții și constructia de masini. Mâna de lucru ieftină a determinat numeroase companii internaționale să investească în Malaezia miliarde de dolari. Politica guvernului de stimulare economică i-a făcut pe numerosi malaysieni să-și deschidă firme particulare. Cele mai mari centre industriale sunt concentrate în vest, în peninsula Malacca: Kuala Lumpur (industrie alimentară, a materialelor de construcții, electronică și constructoare de mașini), Klang (care a devenit unul dintre cele mai mari centre de tranzit al mărfurilor din lume), Ipoh și Johor Baharu.

### Mineritul
Malaezia este unul dintre cei mai mari producători de staniu din lume (locul 8 mondial), în partea vestică a țării (peninsula Malacca). Staniul a fost descoperit în 1857 de britanici in zona capitalei și a orașului Johor Baharu, de unde era transportat pe o cale ferată construita special în acest scop până în portul Klang și exportat.
În partea nordică a Malaeziei situată pe insula Borneo, în vecinătatea sultanatului Brunei, au fost descoperite mari zăcăminte de petrol și gaze naturale care au ajuns printre cele mai valoroase produse de export al Malaeziei (extracția de petrol din 2004 a fost de 38 milioane de tone) iar producția de gaze naturale de 54 miliarde m³.

## Agricultura
Agricultura are pondere la realizarea PIB-ului de 7,2%. Se cultivă cacao (locul 5 mondial), cauciuc natural din coaja arborelui ficus elastica și din arborele hevea (locul 3 mondial), orez (in special in insula Borneo), ceai, cocotieri.
Silvicultura este, de asemenea, una din ramurile economice importante. Malaezia este un mare producator mondial de lemn (locul 10 mondial), cu toate că defrișarea pădurilor tropicale a atins cote alarmante. Producția anuală de lemn exotic este de 50 milioane de m³.

## Turismul
Turismul joacă un rol uriaș în economia malaeziană. Cei aproximativ 8 milioane de turiști străini aduc anual țării în jur de 5-6 miliarde de dolari.
Partenerii comerciali cei mai importanți ai Malaeziei sunt SUA, Japonia si Singapore.

## Indicatori economici
Valoarea importurilor a fost în 2004 de 99,3 miliarde dolari americani. Valoarea exporturilor în același an a fost de 123,5 miliarde dolari. Rata șomajului în 2004 a fost de 3% din populația activă.